# Brent Forrester
Brent Forrester é um escritor e produtor da televisão americana.Escreveu para The Simpsons entre 1993 e 1997.

## Ligações Externas
- Internet Movie Database